# Петар Марић (професор)
Петар Марић (Лука код Босанског Грахова, ФНРЈ, 8. новембар 1953) српски је универзитетски професор и доктор електротехничких наука. Бивши је декан Електротехничког факултета у Бањој Луци и проректор Универзитета у Бањој Луци.

## Биографија
Петар (Светко) Марић је рођен 8. новембра 1953. године у Луци код Босанског Грахова, ФНРЈ. Дипломирао је 1977. године, а магистарске и докторске студије је завршио 1986. и 1998. године на Електротехничком факултету у Бањој Луци. Данас је редовни професор на Електротехничком факултету за ужу научну област Аутоматика и роботика. Обављао је дужност проректора Универзитета у Бањој Луци од 2006. до 2008. године. За декана Електротехничког факултета у Бањој Луци је именован 1. фебруара 2009. године, а функција му је престала фебруара 2013.